# 王元 (推理小說家)
王元，本名湯梅芝，馬來西亞推理小說家，台灣推理作家協會國際成員，曾獲第1屆紅蜻蜓少年小說獎銀獎、第1届星剧本首奖、第17屆台灣推理作家協會徵文獎首獎，也撰寫青少年小說。日本推理評論家玉田誠將其長篇小說《喪鐘為你而鳴》與綾辻行人的出道作《殺人十角館》類比，認為此書是可以改變華文本格推理小說史並傳頌許久的傑作。

## 創作經歷
王元開始創作推理小說的契機是讀到陳浩基的〈傑克魔豆殺人事件〉，當時她爲了蒐集寫作素材而上網找童話的相關資料，偶然發現這篇作品後非常驚艷。爲了尋找陳浩基的更多作品，她接著注意到台灣推理作家協會及其徵文獎，自此每年都收藏徵文獎作品集。後來偶然在其他創作比賽中獲獎，稍微有了點信心，就在第16屆台推徵文獎投下第一篇參賽作品，結果在初選階段就落選。因爲很想得到評審的評語，隔年再度以〈海洋裡的密室〉投稿後奪得首獎。

## 創作觀點
王元認為推理小說正如字面上的意義，應該分爲「推理」和「小説」兩個部分。「推理」指的是「謎團—解謎—謎底」，負責帶給讀者智性上的愉悅；「小説」的重心則是「人物」，負責和讀者產生情感連結。她認為推理小説的發想，無疑應該由詭計或謎團驅動，人物再圍繞這個核心推動情節。影響王元最大的推理作家是東野圭吾，她以前一直認爲沒有什麽小説會比武俠小説更好看，是東野圭吾的爆紅令她注意到推理小説。另外也很欣賞長居加拿大的香港推理小說家文善的作品，時常給她一種「現代推理小説可以這樣寫」的啓發性。伊坂幸太郎所擅長的「草蛇灰線，伏脈千里」的小説技法，她也認爲很適合運用在推理小説裡。

## 作品

### 長篇小說
- 衝吧，放牛班（2010，紅蜻蜓出版社）：第1屆紅蜻蜓少年小說獎銀獎作品
- 童話之城（2012，紅蜻蜓出版社）
- 倫敦鐵橋垮下來（2014，紅蜻蜓出版社）
- 莫比烏斯的月光（2015，紅蜻蜓出版社）
- 龍脊大陸1：你聽，布穀鳥在叫（2017，紅蜻蜓出版社）
- 瑪麗有只小綿羊（2018，紅蜻蜓出版社）
- 假面II（2018，紅蜻蜓出版社）：改編自同名電視劇
- 当你闯进我的时间（2019，紅蜻蜓出版社）：為《莫比烏斯的月光》再版
- 我們在彩虹光里擦肩而過（2020，紅蜻蜓出版社）
- 喪鐘為你而鳴（2021，皇冠出版）：第7屆島田莊司推理小說獎首獎作品

### 繪圖中篇小說
- 下一站，再見（2014，紅蜻蜓出版社）
- 米西西的入學通知單（2017，紅蜻蜓出版社）

### 短篇小說
- 海洋裡的密室：2019年第17屆台灣推理作家協會徵文獎首獎作品，收錄於《和騎士度過的那一夜（第十七屆台灣推理作家協會徵文獎作品集）》。
- 婚鞋裡的硬幣（收錄於《故事的那時此刻》，2022，博識圖書）[3]

## 外部連結
- 台灣推理作家協會官方網站：王元 （页面存档备份，存于）
- 王元的Facebook專頁